# Strongylosoma glabrum
Strongylosoma glabrum är en mångfotingart som beskrevs av Peters 1864. Strongylosoma glabrum ingår i släktet Strongylosoma och familjen orangeridubbelfotingar. Inga underarter finns listade i Catalogue of Life.